# Глвач, Мартин

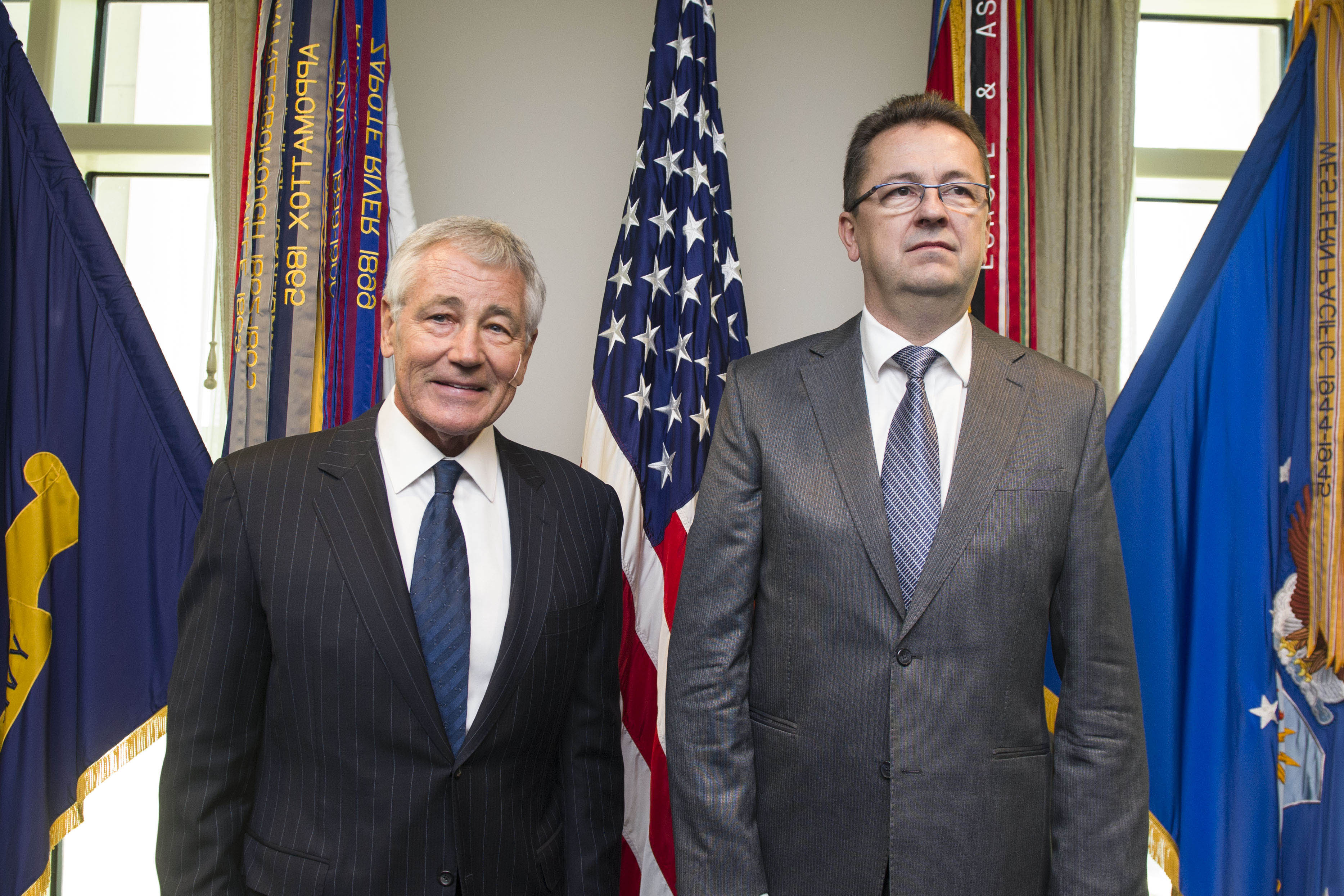
Министр обороны США Чак Хейгел и Мартин Глвач (справа), 2015 г.

Мартин Глвач (словац. Martin Glváč; 20 ноября  1967, Братислава, ЧССР) — словацкий юрист, политический, государственный и военный деятель. Министр обороны Словакии (4 апреля 2012 — 22 марта 2016). Вице-президент Национального совета Словакии.

## Биография
В 1992 году окончил юридический факультет Университета Коменского в Братиславе. Работал менеджером в различных компаниях, в 2001 году начал заниматься адвокатской практикой.
Участвовал в политической деятельности. Член партии «Курс — социальная демократия». На выборах 2006, 2010 и 2012 годов избирался членом Национального совета партии. С 2006 по 2010 год в первом правительстве Роберта Фицо был заместителем министра строительства и регионального развития.
В 2015 году принял решение провести замену вертолётного парка МО Словакии. Правительство Роберта Фицо утвердило эту инициативу. Глвач, как профессиональный юрист, нашел механизм, позволяющей Министерству обороны Словакии не объявлять положенный в подобных случаях по европейским и словацким законам международный тендер.
С 4 апреля 2012 по 22 марта 2016 года занимал пост министра обороны Словакии.
В 2016 году был переизбран в парламент. 22 марта 2016 года ушёл в отставку в связи с намерением занять должность вице-председателя Национального совета страны, на которую был назначен на следующий день.
7 ноября 2019 году из-за скандала, порочащего его имя, Главач ушёл из общественно-политической жизни Словакии.